# Аббон (епископ Невера)
Аббон (фр. Abbon; умер 7 декабря 882) — епископ Невера (860—882).

## Биография
До конца XIX века считалось, что кафедру Неверской епархии в IX веке занимали два епископа по имени Аббон. Первый из них, якобы, непродолжительное время управлял епархией в 862—864 годах, а второй — в 866—882 годах. Между ними же кафедрой владел епископ Луидон (или Линдон), упомянутый в одной из хартий. Однако впоследствии было установлено, что Луидон, которого считали неверским епископом, тождественен одноимённому главе Отёнской епархии. На основании этих данных в настоящее время среди историков утвердилось мнение, что неверскую кафедру занимал только один епископ по имени Аббон, бывший преемником скончавшегося в 860 году епископа Эримана.
Имя неверского епископа Аббона упоминается в актах нескольких церковных соборов, в том числе, двух синодов в Суасоне (862 и 866 год), Труаского (867 год), Мецского и Вермерийского (869 год), а также Шалонского (875 год), Понтьонского (876 год) и Труаского (878 год). На первом из Суасонских соборов по настоянию архиепископа Реймса Гинкмара был низложен глава местной епархии Ротад II, а на втором, состоявшемся 18 августа 866 года, в том числе, было получено согласие прелатов на проведение коронации супруги правителя Западно-Франкского государства Карла II Лысого Ирментруды. В ходе собора в Понтьоне франкское духовенство утвердило избрание Карла II Лысого императором. Во время же собора в Труа в августе 878 года, на котором в присутствии папы римского Иоанна VIII был рассмотрен большой круг вопросов не только церковного, но и светского характера, Аббон получил от нового короля Людовика II Заики некоторые привилегии для Неверской епархии.
Сохранилось два документа, подписанные Аббоном в 869 году. Это дарственная архиепископа Санса Эгилона аббатству Флавиньи и хартия о привилегиях, данных Карлом II Лысым аббатству Сен-Вааст в Аррасе. Пользуясь благосклонностью франкских монархов, Аббон в 879 году от Людовика II Заики и 12 августа 881 года от Карломана II получал для своего епископства дары и привилегии.
Вероятно, в 882 году Аббон получил от своего митрополита, сансского архиепископа Ансегиза, повеление убедить Гуго, настоятеля аббатства Сен-Жермен в Осере, передать Сансской архиепархии мощи святого Романа.
В одном из поминальных списков содержится запись о том, что Аббон скончался в пятницу, 7 декабря. На основании этого его смерть датируется 882 годом. Преемником Аббона на неверской кафедре был Эвмен, первое упоминание о котором в современных тому документах относится к августу 885 года.